# فرانكو سلفادجي
فرانكو سلفادجي (بالإيطالية: Franco Selvaggi)‏ (مواليد 15 مايو 1953) هو لاعب كرة قدم. يلعب مع منتخب إيطاليا لكرة القدم. سبق له أن لعب في كأس العالم لكرة القدم مع منتخب بلاده.

## روابط خارجية
- فرانكو سلفادجي على موقع الاتحاد الدولي (مؤرشف)  (الإنجليزية)
- فرانكو سلفادجي على موقع قاعدة بيانات كرة القدم.إي يو (الإنجليزية)
- فرانكو سلفادجي على موقع ناشيونال فوتبول تيمز (الإنجليزية)
- فرانكو سلفادجي على موقع عالم كرة القدم.نت (الإنجليزية)